# Gianfranco Poletto
Gianfranco Poletto (Bologna, 3 settembre 1940) è un ex calciatore italiano, di ruolo attaccante.

## Carriera
Dal 1957 al 1960 ha fatto parte della rosa del Bologna, società di Serie A, con cui però non ha giocato nessuna partita di campionato.
Nella stagione 1961-1962 ha segnato 17 reti in 29 presenze in Serie D con la maglia dell'Argentana, società con cui nella stagione 1962-1963 ha segnato altre 17 reti in 28 presenze.
Nel 1963 passa al Carpi, con cui nella stagione 1963-1964 vince il campionato di Serie D; nella stagione 1964-1965 segna 9 reti in 32 presenze in Serie C con la squadra emiliana, con cui segna altre 9 reti in 32 presenze in terza serie nella stagione 1965-1966. Rimane con i biancorossi anche nella stagione 1966-1967, chiusa al secondo posto in classifica in Serie D dopo la retrocessione maturata nel campionato precedente. Continua a giocare nel club emiliano per altri tre campionati (tutti in Serie D) raggiungendovi un totale di 213 presenze e 78 gol, che fanno di lui il miglior marcatore nella storia del club alla pari con Giorgio Vernizzi.

## Palmarès

### Club

#### Competizioni nazionali
- Serie D: 1

Carpi: 1963-1964